# Analitična filozofija
Analitična filozofija je splošno poimenovanje, ki obsega tokove mišljenja, prevladujoče v 20. stoletju na angleškem govornem področju, in pomenijo nadaljevanje tistih tokov klasične filozofije od Sokrata in Aristotela do Humea in Kanta, ki so gledali na filozofijo kot na racionalno in spoznavno dejavnost, neločljivo od znanosti. Zgodnjo fazo razvoja analitične filozofije predstavlja logični pozitivizem. Pristop analitične filozofije je problemski in črpa iz znanstvenih raziskovanj. Metoda razpravljanja je bolj argumentativna in logična kot pa interpretacijska in historicistična. Racionalni, argumentativni pristop k filozofskim problemom so analitični filozofi že zelo zgodaj razširili s teoretične na praktično filozofijo; danes sta v analitični tradiciji posebno dobro razviti etika in politična filozofija.

## Zgodovinski razvoj in temeljne usmeritve
Sodobna analitična filozofija je nastala v Srednji in Zahodni Evropi - v Nemčiji, Avstriji, Angliji in Poljski, ..., vendar se je med dvema vojnama izkazala za preveč racionalno v obdobju, ki racionalnosti ni bilo naklonjeno. Vodilni avtorji te tradicije - tako tisti iz Dunajskega krožka kot drugi - so bili prisiljeni v emigracijo (medtem ko so nekateri izmed poljskih logikov končali v koncentracijskih taboriščih). Mnogi emigranti (Carnap in Neurath kot najbolj znana) so bili socialisti, drugi so morali emigrirati zaradi svojega judovskega porekla. Tako je ta zahodnoevropska in srednjeevropska tradicija živela še naprej v ZDA in v Združenem kraljestvu (s pomembnim skandinavskim odcepom) in dobila značaj »anglosaške« filozofije.
Utemeljitelji analitične filozofije - Frege, Russell in Wittgenstein - so videli v logiki dragoceno orodje racionalnosti, zato so ga izbrusili do tedaj še nikoli ugledane ostrine. Prepričanje, da je logika ključ za razumevanje jezika, pojmov in misli, je ostalo prisotno v glavnem toku analitične filozofije, čeravno so ga pogosto ublaževali in dopolnjevali z alternativnimi pristopi, na primer v filozofiji poznega Wittgensteina in njegovih naslednikov ali pa v današnjem naturalizmu. Druga posebnost analitične tradicije je zanimanje za jezik. Filozofija se je vselej ukvarjala z analizo misli in pojmov, kakor pričajo Platonovi dialogi in Kantova Kritika, analitična filozofija pa je k temu dodala novo razsežnost: zamisel, da je jezik kraljevska, če že ne tudi edina pot do misli. Analitična filozofija se je lotila tradicionalnih filozofskih problemov opremljena z orodji jezikovno-logične analize in je vselej imela pred očmi, kaj ima o določenem problemu povedati znanost. Ravno tu je v domači recepciji analitične tradicije prišlo do nekega nesporazuma. Filozofi Dunajskega krožka so znani po tem, da so - vsaj v programskih izjavah - zavračali ukvarjanje z »metafiziko«. To stališče je tako na Slovenskem kot v nekaterih drugih evropskih deželah postalo stereotip za analitičnega filozofa. To zavračanje »metafizike« je bilo pravzaprav le kratki interludij, kateremu je v povojnem obdobju sledilo intenzivno ukvarjanje z osrednjimi temami ontologije in spoznavne teorije (analitični filozofi so razvili podroben nauk o možnosti in nujnosti, univerzalijah, bistvu, o odnosu med fizičnim in psihičnim in o upravičevanju in dosegu spoznanja).
Središčno območje raziskovanja analitičnih filozofov je bila znanost in znanstveno spoznanje. Skoraj truizem je trditev, da sta filozofija in teorija znanosti dosegli najvišji razvoj prav v analitični filozofiji. Že prvotni filozofski program logičnega pozitivizma, ki se je naslanjal na delo Fregeja, Russella in zgodnjega Wittgensteina, je zahteval točno logično analizo jezikov znanosti in struktur znanstvenih teorij. Čeprav je bil ta cilj podrejen “očiščenju” znanosti od metafizike, je prizadevanje za njegovo uresničenje privedlo filozofe h globjemu in logično natančnemu uvidu v zgradbo znanstvenih teorij. Na to izhodišče so se navezovali drugi filozofi analitične usmeritve, čeprav niso pripadali logičnemu pozitivizmu oziroma so ga kritizirali (na primer Karl Popper in njegovi učenci). Ključno vlogo v razvoju teorije znanosti so igrale raziskave o mejah aksiomatizacije in formalizacije, ki so jih vodili vodilni logiki, ki so bili tudi eminentni predstavniki analitične filozofije (Hilbert, Gödel, Tarski, Church).
Po 2. svetovni vojni je analitična teorija znanosti postala prava metaznanost s samostojnim raziskovalnim poljem in izdelanimi metodami. Poglavitna območja analitične teorije znanosti so: logična analiza jezikov znanstvenih teorij, možnosti in meje formalnih metod v znanosti, logična struktura znanstvenih teorij in znanstvene razlage, razmerje med teorijskim in empirijskim v znanstvenih teorijah, verifikacija in falsifikacija znanstvenih domnev, razmerja med deduktivnimi in nededuktivnimi dokazi, znanstveno znanje. Ne manjka tudi polemičnih razprav o temeljnih filozofskih zastavitvah (npr. razprave o znanstvenem realizmu oziroma antirealizmu), ki združujejo logične, spoznavnoteorijske, ontološke in etične vidike in so sestavni del analitične filozofije znanosti. Filozofi, kot so Willard van Orman Quine, Thomas Kuhn, Hilary Putnam, Bas van Fraassen, so prav s svojimi znanstvenoteorijskimi oziroma znanstvenofilozofskimi deli dali velik prispevek sodobni filozofiji, pojmi, kot so na primer paradigma, znanstvena revolucija, holizem teorij, znanstveni realizem in antirealizem pa so obogatili tudi splošno kulturo in teorijski diskurz.
Racionalni, argumentativni pristop k filozofskim problemom so analitični filozofi že zelo zgodaj razširili s teoretične na praktično filozofijo; danes sta v analitični tradiciji posebno dobro razviti etika in politična filozofija. Kar zadeva slednjo, velja pripomniti, da je politični liberalizem nastal v tradiciji empirizma, z avtorji, kakršen je Mill, in da se je prvenstveno razvil v analitični tradiciji, z današnjimi predstavniki, kot so John Rawls, Dworkin in Judith Thompson. Teme iz praktične normativne etike - pravična razpodelitev, človekove pravice, vprašanja življenja in smrti, ki se navezujejo na splav, evtanazijo in genetski inženiring - sodijo v prominentne teme analitične filozofije. Podoben razvoj označuje tudi analitično estetiko.

## Vir
- O analitični filozofiji[mrtva povezava]